# Gilowice (gmina)
Gilowice (1976-91 jako część gminy Gilowice-Ślemień) – gmina wiejska w województwie śląskim, w powiecie żywieckim. W latach 1975–1998 gmina należała do województwa bielskiego.
Siedziba władz gminy to Gilowice.
Według danych z 30 czerwca 2004 gminę zamieszkiwało 5606 osób. Gmina obejmuje dwa sołectwa: Gilowice i Rychwałd.

## Położenie
Gmina położona jest w Kotlinie Żywieckiej, znajdującej się pomiędzy pasmem Łysiny w Beskidzie Małym a Pasmem Pewelskim w Beskidzie Makowskim.
Pod względem fizycznogeograficznym, gmina Gilowice położona jest w pasie gór. Znajduje się w makroregionie Beskidów Zachodnich. Gmina położona jest na trzech mezoregionach: Kotlinie Żywieckiej, Pasmach Pawelsko-Krzeczowskich oraz Beskidzie Małym.

## Historia
Gmina zbiorowa Gilowice funkcjonowała cztery razy, w latach: 1934–1940, 1941–1954, 1973–1976 i od 1991.
Gmina zbiorowa Gilowice została utworzona po raz pierwszy 1 sierpnia 1934 roku w powiecie żywieckim w woj. krakowskim z dotychczasowych jednostkowych gmin wiejskich: Gilowice, Kocierz ad Moszczanica, Łękawica, Łysina, Okrajnik, Rychwałd i Rychwałdek.
Podczas II wojny światowej, 30 listopada 1940, hitlerowcy znieśli gminę Gilowice, włączając jej obszar do gminy Ślemień (gromadę Gilowice), do gminy Sporysz (gromadę Rychwałdek) oraz do nowo utworzonej gminy Zadziele (gromady Kocierz ad Moszczanica Łękawica, Łysina, Okrajnik, Rychwałd). Gminę Gilowice reaktywowano 1 lipca 1941 przez przemianowanie dotychczasowej gminy Ślemień (objemującej aktualnie gromady Kocoń, Pewel Ślemieńska, Ślemień i Gilowice) na Gilowice; do gminy Gilowice przyłaczono  równocześnie gromady Łękawica, Łysina, Okrajnik i Rychwałd z gminy Zadziele
Po zakończeniu wojny przywrócono podział administracyjny sprzed wojny i według stanu z dnia 1 lipca 1952 roku gmina Gilowice składała się z 7 gromad: Gilowice, Kocierz ad Moszczanica, Łękawica, Łysina, Okrajnik, Rychwałd i Rychwałdek. Gmina została zniesiona 29 września 1954 roku wraz z reformą wprowadzającą gromady w miejsce gmin.
Gminę Gilowice reaktywowano w dniu 1 stycznia 1973 roku tymże powiecie w województwie krakowskim w znacznie zredukowanym składzie, obejmującym zaledwie 2 sołectwa: Gilowice i Rychwałd 1 czerwca 1975 gmina znalazła się w nowo utworzonym woj. bielskim. 2 lipca 1976 roku gmina Gilowice została ponownie zniesiona przez połączenie z dotychczasową gminą Ślemień oraz prawie całą gminą Łękawica w nową gminę Gilowice-Ślemień.
Gmina Gilowice powstała po raz czwarty 2 kwietnia 1991 w związku z rozpadem gminy Gilowice-Ślemień, w granicach z 1976 roku (sołectwa Gilowice i Rychwałd).
| Gromada / Sołectwo      | 1934-08-01 1940-11-29 | 1940-11-30 1941-06-30 | 1941-07-01 1944-08-21 | 1944-08-22 1954-09-28 | 1973-01-01 1976-07-01 | 1976-07-02 1991-04-01 | 1991-04-02 |
| ----------------------- | --------------------- | --------------------- | --------------------- | --------------------- | --------------------- | --------------------- | ---------- |
| Gilowice                | Gilowice              | Ślemień               | Gilowice              | Gilowice              | Gilowice              | Gilowice-Ślemień      | Gilowice   |
| Kocierz Moszczanicki    | Gilowice              | Zadziele              | Zadziele              | Gilowice              | Łękawica              | Gilowice-Ślemień      | Łękawica   |
| Łękawica                | Gilowice              | Zadziele              | Gilowice              | Gilowice              | Łękawica              | Gilowice-Ślemień      | Łękawica   |
| Łysina                  | Gilowice              | Zadziele              | Gilowice              | Gilowice              | Łękawica              | Gilowice-Ślemień      | Łękawica   |
| Okrajnik                | Gilowice              | Zadziele              | Gilowice              | Gilowice              | Łękawica              | Gilowice-Ślemień      | Łękawica   |
| Rychwałd                | Gilowice              | Zadziele              | Gilowice              | Gilowice              | Gilowice              | Gilowice-Ślemień      | Gilowice   |
| Rychwałdek              | Gilowice              | Sporysz               | Sporysz               | Gilowice              | Świnna                | Świnna                | Świnna     |
| Hucisko                 | Ślemień               | Jeleśnia              | Jeleśnia              | Ślemień               | Stryszawa             | Stryszawa             | Stryszawa  |
| Kocierz Rychwałdzki     | Ślemień               | Zadziele              | Zadziele              | Ślemień               | Łękawica              | Gilowice-Ślemień      | Łękawica   |
| Kocoń                   | Ślemień               | Ślemień               | Gilowice              | Ślemień               | Ślemień               | Gilowice-Ślemień      | Ślemień    |
| Kurów                   | Ślemień               | Ślemień               | Stryszawa             | Ślemień               | Stryszawa             | Stryszawa             | Stryszawa  |
| Las                     | Ślemień               | Ślemień               | Stryszawa             | Ślemień               | Ślemień               | Gilowice-Ślemień      | Ślemień    |
| Pewel Ślemieńska        | Ślemień               | Ślemień               | Gilowice              | Ślemień               | Świnna                | Świnna                | Świnna     |
| Pewelka                 | Ślemień               | Ślemień               | Stryszawa             | Ślemień               | Stryszawa             | Stryszawa             | Stryszawa  |
| Ślemień                 | Ślemień               | Ślemień               | Gilowice              | Ślemień               | Ślemień               | Gilowice-Ślemień      | Ślemień    |
| Czernichów              | Sporysz               | Zadziele              | Zadziele              | Sporysz               | Czernichów            | Czernichów            | Czernichów |
| Isep                    | Sporysz               | Żywiec (m)            | Żywiec (m)            | Sporysz (do 1949)     | Żywiec (m)            | Żywiec (m)            | Żywiec (m) |
| Międzybrodzie Żywieckie | Sporysz               | Zadziele              | Zadziele              | Sporysz               | Czernichów            | Czernichów            | Czernichów |
| Moszczanica             | Sporysz               | Zadziele              | Zadziele              | Sporysz               | Łękawica              | Żywiec (m)            | Żywiec (m) |
| Oczków                  | Sporysz               | Zadziele              | Zadziele              | Sporysz               | Łękawica              | Gilowice-Ślemień      | Żywiec (m) |
| Pewel Mała              | Sporysz               | Sporysz               | Sporysz               | Sporysz               | Świnna                | Świnna                | Świnna     |
| Przyłęków               | Sporysz               | Sporysz               | Sporysz               | Sporysz               | Świnna                | Świnna                | Świnna     |
| Sporysz                 | Sporysz               | Sporysz               | Sporysz               | Sporysz (do 1949)     | Żywiec (m)            | Żywiec (m)            | Żywiec (m) |
| Świnna                  | Sporysz               | Sporysz               | Sporysz               | Sporysz               | Świnna                | Świnna                | Świnna     |
| Tresna                  | Sporysz               | Zadziele              | Zadziele              | Sporysz               | Czernichów            | Czernichów            | Czernichów |
| Trzebinia               | Sporysz               | Sporysz               | Sporysz               | Sporysz               | Świnna                | Świnna                | Świnna     |
| Zadziele (do 1966)      | Sporysz               | Zadziele              | Zadziele              | Sporysz               | zalane                | zalane                | zalane     |
| Bujaków                 | Porąbka               | Kozy                  | Kozy                  | Porąbka               | Porąbka               | Porąbka               | Porąbka    |
| Czaniec                 | Porąbka               | Kęty                  | Kęty                  | Porąbka               | Porąbka               | Porąbka               | Porąbka    |
| Kobiernice              | Porąbka               | Kozy                  | Kozy                  | Porąbka               | Porąbka               | Porąbka               | Porąbka    |
| Międzybrodzie Bialskie  | Porąbka               | Kozy                  | Kozy                  | Porąbka               | Czernichów            | Czernichów            | Czernichów |
| Porąbka                 | Porąbka               | Kozy                  | Kozy                  | Porąbka               | Porąbka               | Porąbka               | Porąbka    |
| Kozy                    | Biała                 | Kozy                  | Kozy                  | Biała                 | Kozy                  | Kozy                  | Kozy       |
| Koszarawa               | Stryszawa             | Jeleśnia              | Jeleśnia              | Stryszawa             | Koszarawa             | Koszarawa             | Koszarawa  |
| Krzeszów                | Stryszawa             | Stryszawa             | Stryszawa             | Stryszawa             | Stryszawa             | Stryszawa             | Stryszawa  |
| Kuków                   | Stryszawa             | Stryszawa             | Stryszawa             | Stryszawa             | Stryszawa             | Stryszawa             | Stryszawa  |
| Lachowice               | Stryszawa             | Stryszawa             | Stryszawa             | Stryszawa             | Stryszawa             | Stryszawa             | Stryszawa  |
| Stryszawa               | Stryszawa             | Stryszawa             | Stryszawa             | Stryszawa             | Stryszawa             | Stryszawa             | Stryszawa  |
| Targoszów (od 1949)     | –                     | –                     | –                     | Stryszawa             | Stryszawa             | Stryszawa             | Stryszawa  |

## Transport

### Drogowy
Przez gminę biegnie droga wojewódzka:
- 946 Żywiec (S1) - Łękawica - Okrajnik - Gilowice - Kocoń - Las - Kuków - Straszawa - Sucha Beskiedzka (DK28)

W gminie przejeżdżają drogi powiatowe:
- 1412S Rychwałd (ul. Beskidzka) - Rychwałdek
- 1413S Kocoń - Ślemień - Gilowice (ul. Krakowska) - Rychwałd (ul. Krakowska) - Żywiec (DW948)
- 1415S Ślemień - Gilowice (ul. Grodzisko) - Pewel Ślemieńska - Rychwałdek - Pewel Mała
- 1475S Żywiec - Rychwałd (ul. Franciszkańska)

## Struktura powierzchni
Według danych z roku 2002 gmina Gilowice ma obszar 28,15 km², w tym:
- użytki rolne: 68%
- użytki leśne: 23%

Gmina stanowi 2,71% powierzchni powiatu.

## Demografia

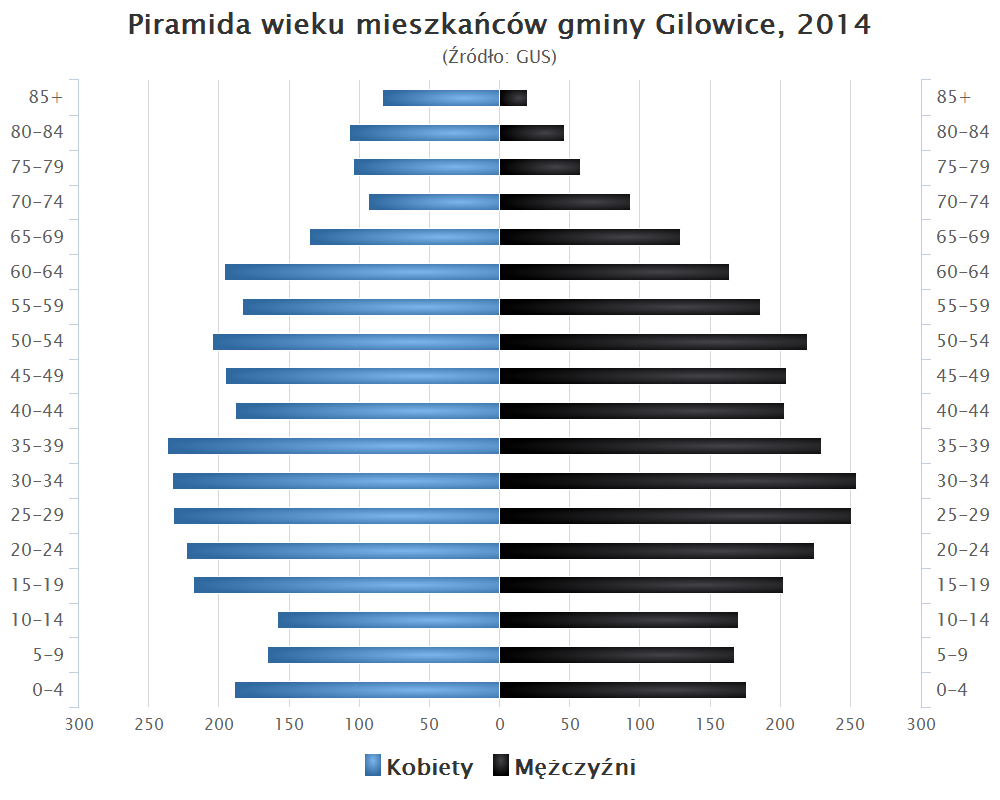
Piramida wieku mieszkańców gminy Gilowice w 2014 roku

Dane z 30 czerwca 2004:
| Opis                              | Ogółem | Ogółem | Kobiety | Kobiety | Mężczyźni | Mężczyźni |
| --------------------------------- | ------ | ------ | ------- | ------- | --------- | --------- |
| Jednostka                         | osób   | %      | osób    | %       | osób      | %         |
| Populacja                         | 5606   | 100    | 2846    | 50,8    | 2760      | 49,2      |
| Gęstość zaludnienia [mieszk./km²] | 199,1  | 199,1  | 101,1   | 101,1   | 98        | 98        |

## Sąsiednie gminy
Łękawica, Ślemień, Świnna, Żywiec